# Dominic Jaquet
Dominic Jaquet (n. 31 octombrie 1843, Grolley - d. 3 februarie 1931, Roma) a fost un cleric elvețian, episcop al Diecezei Romano-Catolice de Iași (8 ianuarie 1895 - 30 iulie 1903), administrator apostolic, arhiepiscop titular de Salamina.